# OSG Baden-Baden

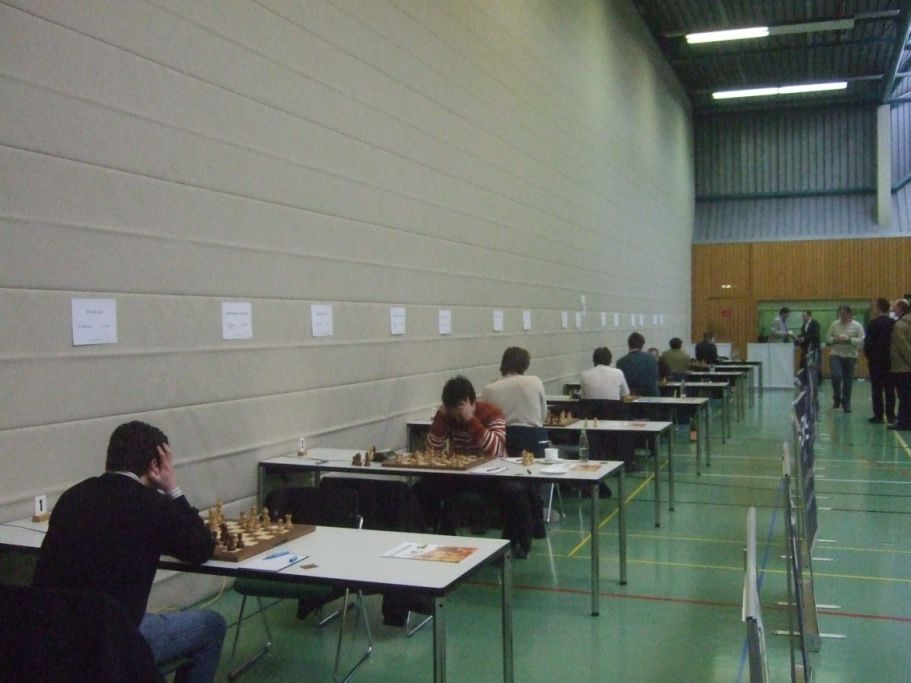
L'OSG Baden-Baden contre le SF Katernberg le 5 avril 2008

L'Ooser Schachgesellschaft Baden-Baden 1922 e.V. , raccourci en OSG Baden-Baden (en français : Société d'échecs de Baden-Baden) est un club d'échecs allemand basé à Baden-Baden. Il est plusieurs fois champion d'Allemagne. 

## Origine du nom
L'Oos est un ancien village, et actuellement quartier de Baden-Baden. La mention e.V. désigne une association.

## Histoire du club
Le club d'échecs de Baden-Oos est fondé en 1930 par 15 passionnés du jeu d'échecs dans une auberge de Baden-Oos appelée Goldener Stern. Jusque pendant la saison 1998/1999, le club jouait dans la Landesliga Mittelbaden, correspondant à la cinquième division allemande. Wolfgang Grenke, PDG de la Grenkeleasing AG, commence alors à parrainer le club permettant un développement sportif régulier. 
En décembre 2004, le club change de nom sous l'impulsion de Jürgen Gersinska. Il devient l'Ooser Schachclub von 1930 Baden-Baden e. V. (en abrégé: OSC Baden-Baden). Après un conflit avec le sponsor sur le budget de l'équipe féminine, Jürgen Gersinska démissionne de son poste en 2005 et il est remplacé par Helmut Zanner au poste de premier président. Le 20 juin 2008, l'assemblée générale du club décide de s'associer au club de Schachgesellschaft Baden-Baden 1922 e. V., ce qui entraine un nouveau changement de nom : le club devient l'Ooser Schachgesellschaft (OSG) Baden-Baden 1922 e. V..

## Succès sportifs

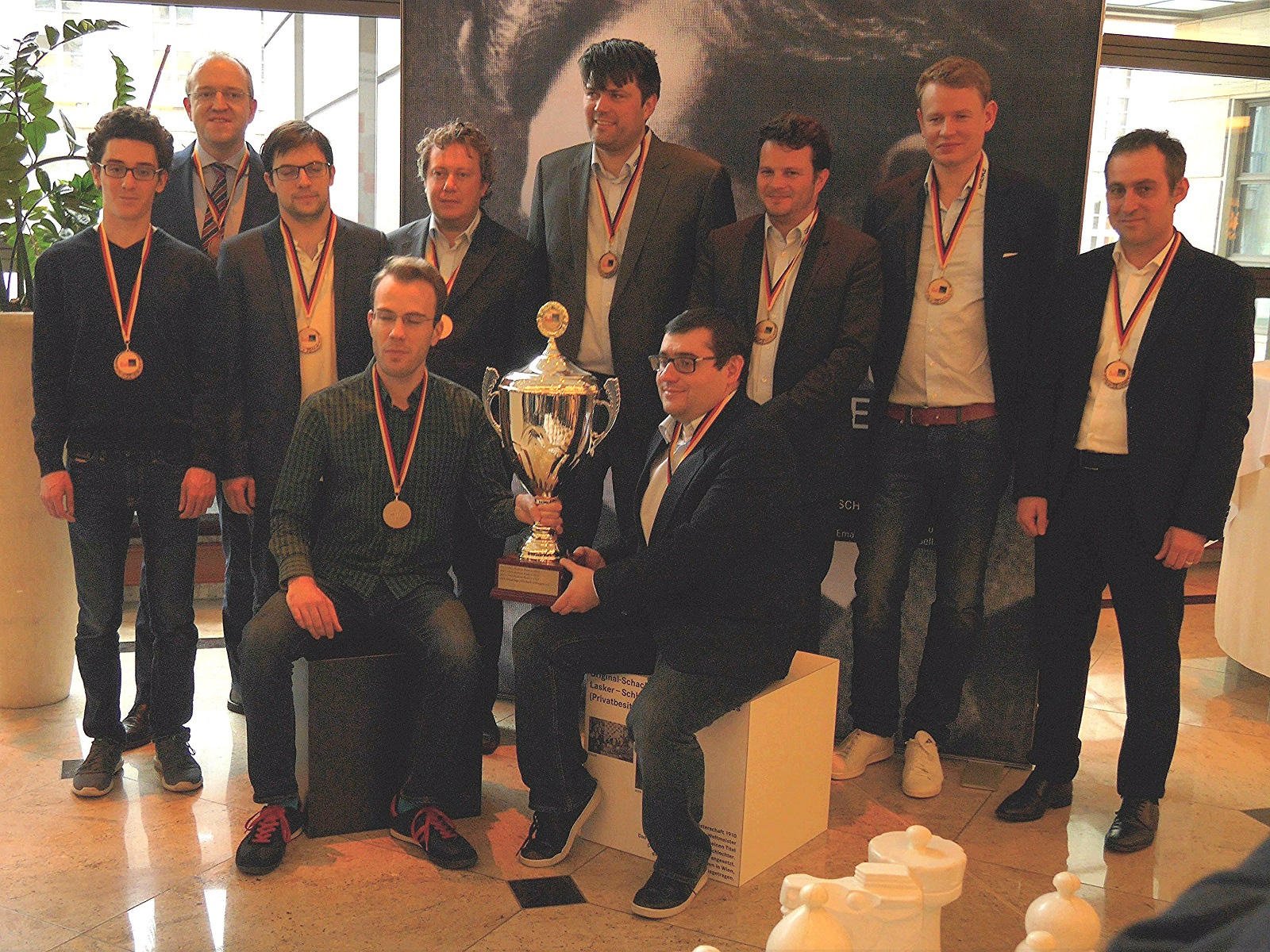
Champion d'Allemagne par équipe 2017

En 2002, l'équipe première parvient à se hisser dans l'élite du championnat allemand, la Première Bundesliga (1. Bundesliga). L'objectif est alors de devenir champion d'Allemagne. Mais avec une 8e place en 2003, une 2e en 2004 et une 3e en 2005, l'objectif n'est pas atteint. C'est au bout de 4 ans, à la fin de la saison 2005/2006, que l'équipe première parvient à s'emparer du titre de champion d'Allemagne, sous la direction de Sven Noppes. L'OSG Baden-Baden va conserver ce titre sans discontinuer jusqu'à la saison 2014/2015.
En 2019, l'OSG Baden-Baden remporte le championnat d'Allemagne pour la treizième fois, un nombre alors record de victoires. Ce nombre a été porté à 16 titres en en 2023
Les différentes finales qu'il  remportent (avec l'effectif) sont:
- saison 2002-2003 (Svidler, Krasenkov, Hübner, Dautov) contre le SG Porz
- saison 2004/05 (Svidler, Krasenkow, Dautow, Hübner) contre le SG Porz
- 2006/07 (Krasenkow, Nielsen, Döttling, Schenk) contre le Solingen SG
- 2007/08 (Naiditsch, Krasenkow, Döttling, Schlosser) contre le Solingen SG
- 2009/10 (Movsesian, Naiditsch, Schlosser, Dautow) contre le SG Porz
- 2011/12 (Meier, Naiditsch, Döttling, Gustafsson) contre SK Norderstedt
- 2013/14 (Naiditsch, Nisipeanu, Dautow, Döttling) contre le SG Porz
- 2014/15 (Naiditsch, Nisipeanu, Dautow, Döttling) contre le SC Rotation Pankow.
- 2016/2017[3]
- 2017/2018[3]
- 2018/2019[3]
- 2019/2020 [3],[4]

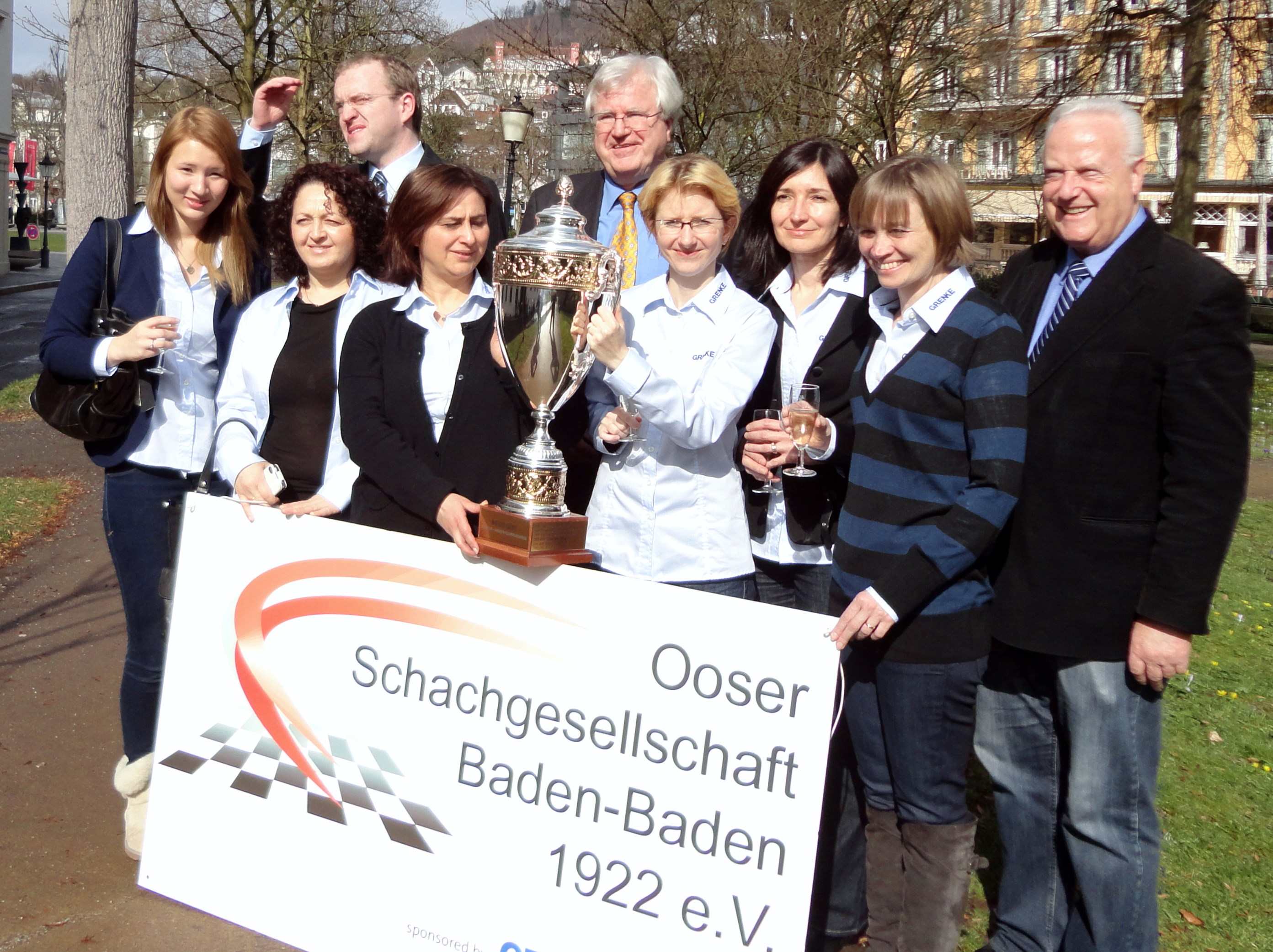
Les dames ont remporté la ligue nationale d'échecs féminine à Baden-Baden en 2013

L'équipe féminine de l'OSG Baden-Baden a remporté le championnat d'Allemagne d'échecs par équipe de 2003 à 2005, de 2008 à 2013 et de 2015 à 2016.
L'équipe des jeunes de moins de 20 ans est également devenue championne d'Allemagne en 2005.

## Structures du club
Le club compte environ 250 membres, répartis dans huit équipes masculines de la plus petite division à la Bundesliga, une équipe féminine et de nombreuses équipes de jeunes.
Depuis pâques 2009, l'OSG occupe des locaux dans le centre culturel LA8 de Baden-Baden, sur la Lichtentaler Allee, à proximité immédiate du Kurhaus, du théâtre et du musée Burda. Auparavant, le club était hébergé dans le lycée Markgraf-Ludwig et les matchs de Bundesliga se déroulaient dans le casino du sponsor principal du club, le Grenkeleasing AG . Le centre d'échecs de Baden-Baden est le lieu où se réunit l'équipe d'Allemagne d'échecs depuis 2009.

## Joueurs connus
Joueurs connus du club :
- Le champion du monde d'échecs Magnus Carlsen (2843)
- GMI Fabiano Caruana (2822)
- GMI Levon Aronian (2816)
- GMI Maxime Vachier-Lagrave (2803)
- L'ancien champion du monde d'échecs Viswanathan Anand (2780)
- GMI Pyotr Svidler (2746)
- GMI Michael Adams (2722)
- GMI Alexeï Chirov (2714)
- GMI Arkadij Naiditsch (2712)
- GMI Sergei Movsessian (2705)
- GMI Étienne Bacrot (2705)
- GMI Francisco Vallejo Pons (2697)
- Ancien champion du monde FIDE GMI Rustam Qosimjonov (2684)
- GMI Peter Heine Nielsen (2662)
- GMI Georg Meier (2656)
- GMI Liviu-Dieter Nisipeanu (2648)
- GMI Michał Krasenkow (2633)
- GMI Jan Gustafsson (2610)
- GMI Rustem Dautov (2595)
- GMI Fabian Döttling (2588)
- GMI Philipp Schlosser (2579)
- GMI Roland Schmaltz (2546)
- Andreas Heimann (2490)
- Jean-Noël Riff (2474)
- Raoul Strohhäker (2447)

Les joueuses de l'équipe féminine les plus titrées du club par ordre décroisant du classement Elo (en septembre 2012):
- GMI Hou Yifan (2657), également inscrit dans l'équipe masculine.
- GMI Anna Mouzytchouk (2606)
- GMI Viktorija Čmilytė (2520)
- MI Mariya Mouzytchouk (2466)
- MI Eva Moser (2443)
- GMI Ketevan Arakhamia Grant (2421)
- MI Ekaterina Kovalevskaïa (2405)

## Présidents du club

### Société d'échecs de Baden-Baden 1922 (1922–2008)
- Oskar Giese, 1922-1928
- Arnold Borel, 1930 à 1938
- Friedrich Mues, 1938-1942
- Leo Schmid, 1947-1948
- Curt Wohl, 1948-1950
- Karl Mühlherr, 1950-1952
- Aladar von Weigerth, 1952–1954
- Robert Sutterer, 1954-1955
- Hermann Heussler, 1955–1959
- Robert Sutterer, 1959-1974
- Anton Iblacker, 1974-1975
- Herbert Hauser, 1975-2008

### Schachclub Baden-Oos / Ooser Schachclub de 1930 Baden-Baden (1930-2008)
- Robert Schnell, 1930-1934
- Emil Haury, 1934-1945
- Eduard Gieringer, 1947-1963
- Arthur Lehre, 1963-1967
- Franz Mayer, 1967-1971
- Arthur Lehre, 1971-1973
- Günter Jenner, 1973-1974
- Arthur Lehre, 1974-1975
- Wolfgang Grenke, 1975-1979
- Arthur Lehre, 1979-1980
- Günter Jenner, 1980-1984
- Helmut Zanner, 1984-1986
- Reiner Jung, 1986-2001
- Jürgen Gersinska, 2001-2005
- Helmut Zanner, 2005-2008

### Ooser Schachgesellschaft Baden-Baden 1922 (depuis 2008)
- Helmut Zanner, 2008-2010
- Gerhard Eckarth, 2010-2012
- Jens Thieleke, 2012–2016
- Patrick Bittner, depuis 2016

## Voir également
- Badischer Schachverband
- Fédération allemande des échecs